# مسجد نور آستانا
مسجد نور آستانا (بالكازاخية: Нұр-Астана мешіті)، مسجد في آستانا عاصمة كازاخستان. وهو أكبر مسجد في البلاد وآسيا الوسطى. وكان قد بُني بين عامي 2005 و 2008. ارتفاع القبة الذي يبلغ 40 مترًا يرمز إلى السن التي تلقى فيها النبي محمد ﷺ الوحي من الله في غار حراء، في حين أن 63 مترًا وهو ارتفاع كل من المآذن الأربعة يشير إلى سن وفاته ﷺ.